# Harvest (album, Neil Young)
Harvest je čtvrté sólové studiové album kanadského folk rockového hudebníka Neila Younga, vydané v roce 1972 u Reprise Records. Na albu se jako doprovodní zpěváci podíleli i jeho spoluhráči ze skupiny Crosby, Stills, Nash & Young David Crosby, Graham Nash a Stephen Stills, dále pak Linda Ronstadt a James Taylor. Ve dvou písních je také slyšet Londýnský Symfonický Orchestr.

## Obsah
V době, kdy se členové CSNY po vydání úspěšného alba Déjà vu a koncertního turné vydali každý svojí cestou, si Neil najal kapelu country muzikantů (kterou pojmenoval The Stray Gators) a natočil s nimi country rockové album s názvem Harvest. Album se stalo obrovským hitem a skladba "Heart of Gold" vyšplhala v USA na první místo. V dalších písních se objevují Youngova obvyklá témata: píseň "Alabama" je nepopiratelně předělávkou skladby "Southern Man", která se objevila na předchozím albu After the Gold Rush, ve skladbě "The Needle and the Damage Done" truchlí za své přátelé, kteří zemřeli na následky užívání heroinu. Inspirací pro tuto píseň byla smrt Dannyho Whittena, který měl s Neilem jako doprovodný kytarista vyrazit na nadcházející turné, naplánované po vydání alba Harvest.
Na písně "Alabama" a "Southern Man" (ve kterých se Young zmiňuje o trvajících rasových problémech a chudobě na jihu USA) v roce 1973 zareagovala kapela Lynyrd Skynyrd nahrávkou "Sweet Home Alabama". Neil později ve své autobiografii "Hipíkovy sny" píše, že "úder, který mi Lynyrd Skynyrd vrátili jejich skvělou písní, byl zasloužený, když poslouchám svoje nahrávky, tak se mi má slova nelíbí, zní to vyčítavě a povýšeně, nedomyšleně a je jednoduché si je špatně vyložit." "Words (Between the Lines of Age)", poslední píseň alba je rozsáhlou kytarovou kompozicí, vystavěnou na čtyřech akordech a dlouhých improvizovaných solech.

## Nahrávání
Skladba "The Needle and the Damage Done" byla nahrána živě při Youngově solo vystoupení v UCLA (University of California, Los Angeles) 30. ledna 1971.
Nahrávání zbylých písní je pozoruhodné svou živelností a shodou náhod, které nahrávání předcházely. Příběh je popsán ve článku magazínu Acoustic Guitar, který obsahuje mimo jiné také rozhovor s producentem desky Elliotem Mazerem.
Young přijel v únoru 1971 do Nashvillu, aby zde vystoupil v pořadu Johnnyho Cashe, ve kterém se také objevila Linda Ronstadt a James Taylor. Mazer otevřel v Nashvillu Quadrafonic Sound studio a pozval Neila 6. února na večeři (nebo na snídani, jak uvedl Mazer v jiném interviu), aby ho přesvedčil k nahrání jeho dalšího projektu právě v jeho studiích. Young se zajímal a obdivoval hudebníky, kteří pracovali v místním studiu známem jako Area Code 615. Neil měl v té době několik nových písní se kterými vystupoval na svých solo koncertech (záznamy těchto skladeb jsou nahrány na desce Live at Massey Hall 1971) a řekl Mazerovi, že všechno co potřebuje je: basista, bubeník a hráč na steel kytaru...a s nahráváním desky chtěl začít hned večer.
Pro studio Area Code 615 bylo typické to, že každou sobotu večer byli všichni muzikanti vytíženi, takže se musel Mazer poohlédnout po jiných hráčích. K ruce byl bubeník Kenny Buttrey, basista Tim Drummond (Mazer se s ním potkal na ulici) a hráč na steel kytaru Ben Keith. Tu noc se jim podařilo natočit základy k písním "Old Man", "Bad Fog of Loneliness", a "Dance Dance Dance". Verze písně "Bad Fog" se poprvé objevila až mezi nahrávkami na The Archives Vol. 1 1963-1972. Skladba "Dance Dance Dance" se na album Harvest nedostala, před tím se skladba objevila už na debutovém albu Crazy Horse.
Podle poznámek v bookletu k Archives Volume 1, píseň "Heart of Gold" byla nahrána až v pondělí 8. února, ačkoliv jiné zdroje uvádí, že po skončení v účinkování show Johnnyho Cashe, 7. února v neděli večer, Neil pozval Lindu Ronstadt a Jamese Talora, aby se s ním vrátili do studia a natočili doprovodné zpěvy k "Heart of Gold" a "Old Man".
Písně "A Man Needs a Maid" a "There's a World" nahrál Jack Nitzsche s London Symphony Orchestra na začátku března v době Youngova vystoupení v BBC a na koncertě v Royal Festival Hall v Londýně.
"Out on the Weekend", "Harvest" a "Journey Through the Past", společně s dohrávkami, na kterých se podíleli: James McMahon (piano v "Old Man"), Johny Harris (piano na "Harvest") a Teddy Irwin (druhá akustická kytara na "Heart of Gold"), byly natočeny během dalšího nahrávání ve studiu Quadrafonic v dubnu.
Elektrifikované písně byly natočeny u Neila na ranči v Kalifornii. Nahrávání se účastnil Buttrey, Drummond, Keith a Nitzche. Tato sestava doprovázela Neila na jeho zimním turné v roce 1973 pod názvem The Stray Gators.
Doprovodné zpěvy Crosby, Stills & Nash byly dotočeny později v New Yorku.
Neil o Harvest ve své knize Hipíkovy sny (Waging Heavy Peace. A Hippie Dream):
"Album mělo úspěch a po obchodní stránce to byl zřejmě můj vrchol, nebo aspoň jeden z vrcholů, první a nejvyšší, i když tyhle součty dělají jiní. Některým lidem se hodně líbilo a hodně pro ně znamená. Stejně jako pro mě. Pro fanoušky Crazy Horse to byla rána. Je tu jistá hranice, kterou nemohou přestoupit. Mně je to jedno. Rád tvořím takovou hudbu, jaká ke mně zrovna přirozeně přistupuje. Nikdo si u mě Harvest neobjednal. Žádný vydavatel mi neřikal, co mám dělat. To se stalo až později a nefungovalo to."

## Seznam skladeb
Všechny skladby napsal(i) Neil Young. 
| Strana 1 | Strana 1                       | Strana 1 |
| Pořadí   | Název                          | Délka    |
| -------- | ------------------------------ | -------- |
| 1.       | Out on the Weekend             | 4:34     |
| 2.       | Harvest                        | 3:11     |
| 3.       | A Man Needs a Maid             | 4:05     |
| 4.       | Heart of Gold                  | 3:07     |
| 5.       | Are You Ready for the Country? | 3:23     |

| Strana 2 | Strana 2                         | Strana 2 |
| Pořadí   | Název                            | Délka    |
| -------- | -------------------------------- | -------- |
| 1.       | Old Man                          | 3:24     |
| 2.       | There's a World                  | 2:59     |
| 3.       | Alabama                          | 4:02     |
| 4.       | The Needle and the Damage Done   | 2:03     |
| 5.       | Words (Between the Lines of Age) | 6:40     |

## Obsazení

### The Stray Gators
- Neil Young - kytara, piáno, harmonika, zpěv
- Ben Keith - pedálová steel kytara
- Jack Nitzsche - piáno, slide kytara
- Tim Drummond - baskytara
- Kenny Buttrey - bicí

### Ostatní hudebníci
- John Harris - piáno
- Teddy Irwin - kytara
- James McMahon - piáno
- James Taylor - banjo-kytara, doprovodný zpěv
- David Crosby - doprovodný zpěv
- Graham Nash - doprovodný zpěv
- Linda Ronstadt - doprovodný zpěv
- Stephen Stills - doprovodný zpěv
- London Symphony Orchestra